# El Burgo (Castro Caldelas)
El Burgo (llamada oficialmente San Pedro do Burgo) es una parroquia y un lugar del municipio español de Castro Caldelas, en la provincia de Orense, Galicia.

## Toponimia
La parroquia también es conocida por el nombre de San Pedro de El Burgo.

## Organización territorial
La parroquia está formada por cuatro entidades de población:

### Entidades de población
Entidades de población que forman parte de la parroquia:
- Burgo (O Burgo)
- Cacidrón
- San Pedro

### Despoblado
Despoblado que forma parte de la parroquia:
- Piñeira

## Demografía

### Parroquia
| Gráfica de evolución demográfica de El Burgo (parroquia) entre 2000 y 2022 |
|                                                                            |
| Datos según el nomenclátor publicado por el INE.                           |

### Lugar
| Gráfica de evolución demográfica de Burgo (lugar) entre 2000 y 2022 |
|                                                                     |
| Datos según el nomenclátor publicado por el INE.                    |